# كاوب
كَوْب (بالألمانية: Kaub) (نقحرة: كاوب)هي بلدة ألمانية تقع في ألمانيا في Verbandsgemeinde Loreley. يقدر عدد سكانها بـ 996 نسمة .

## معرض صور

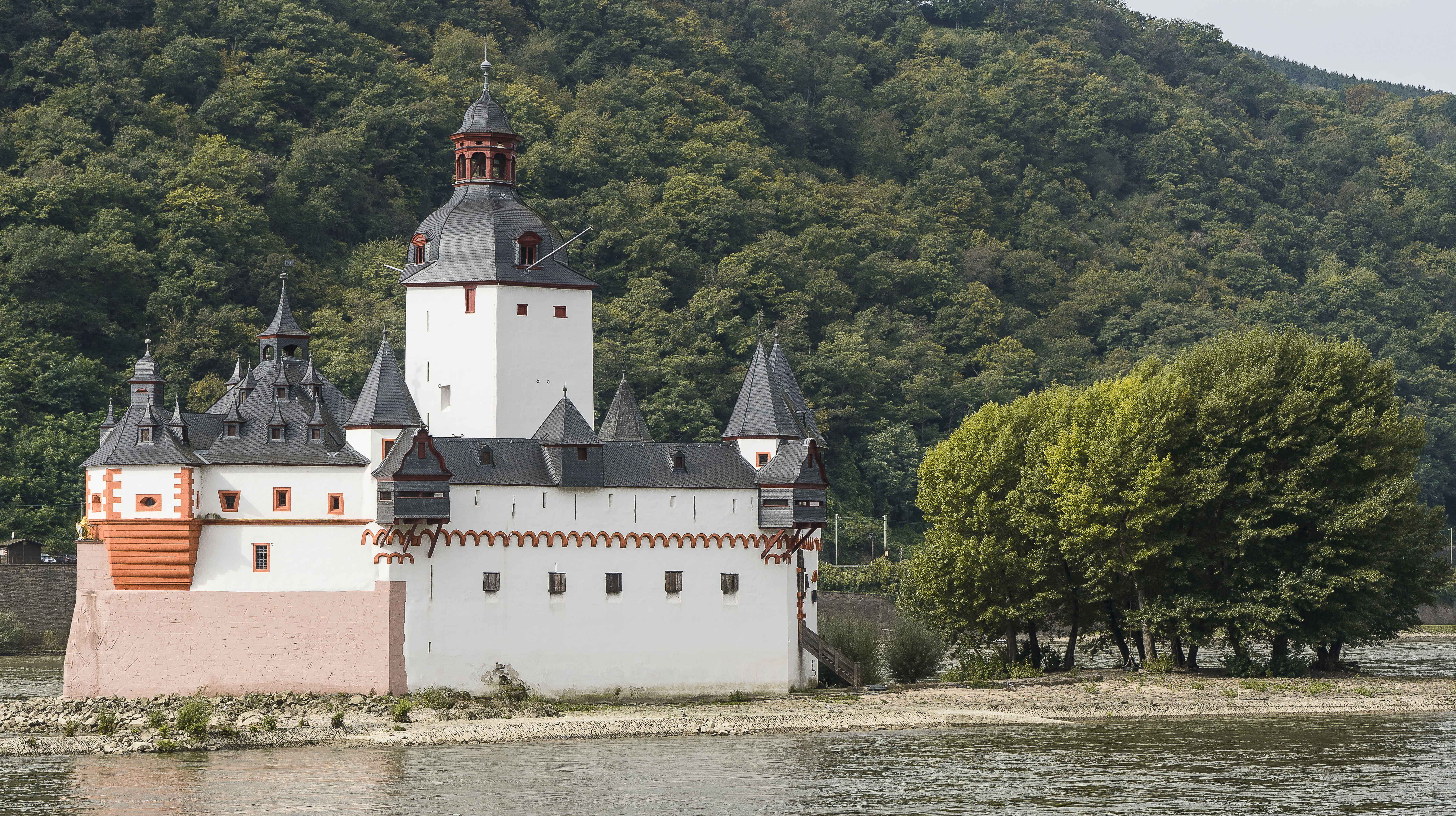
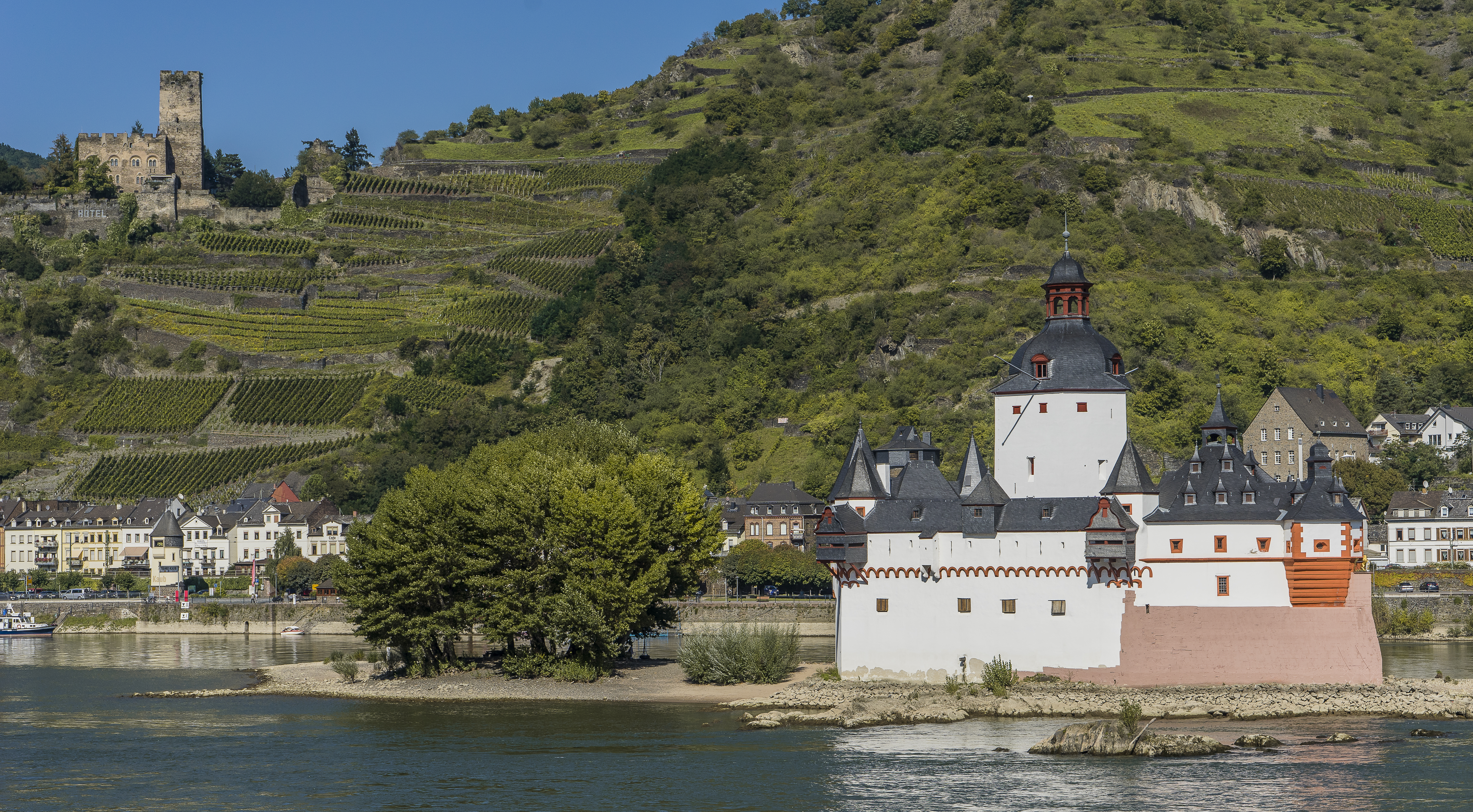
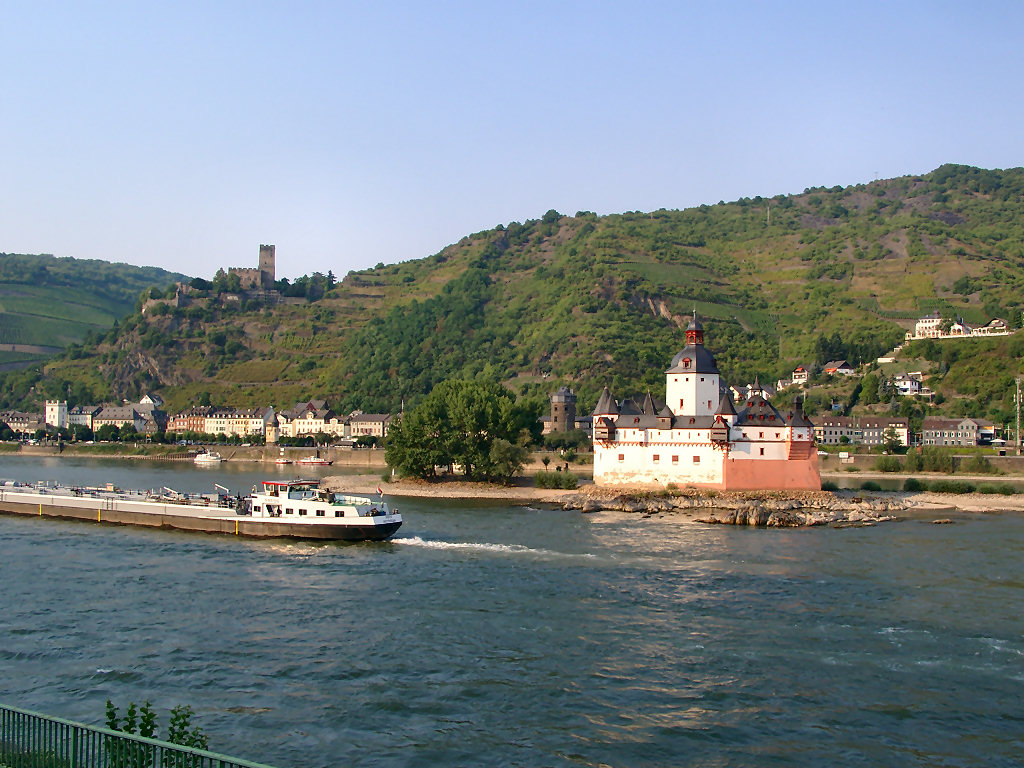